# Ormiscodes boudinoti
Ormiscodes boudinoti är en fjärilsart som beskrevs av Lemaire och Wolfe. Ormiscodes boudinoti ingår i släktet Ormiscodes och familjen påfågelsspinnare. Inga underarter finns listade i Catalogue of Life.